# François-Alfred Delobbe

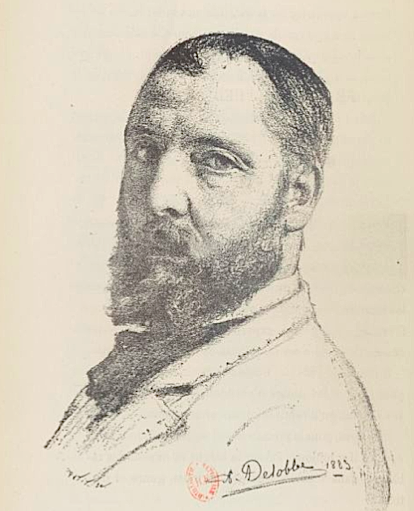
Selbstbildnis

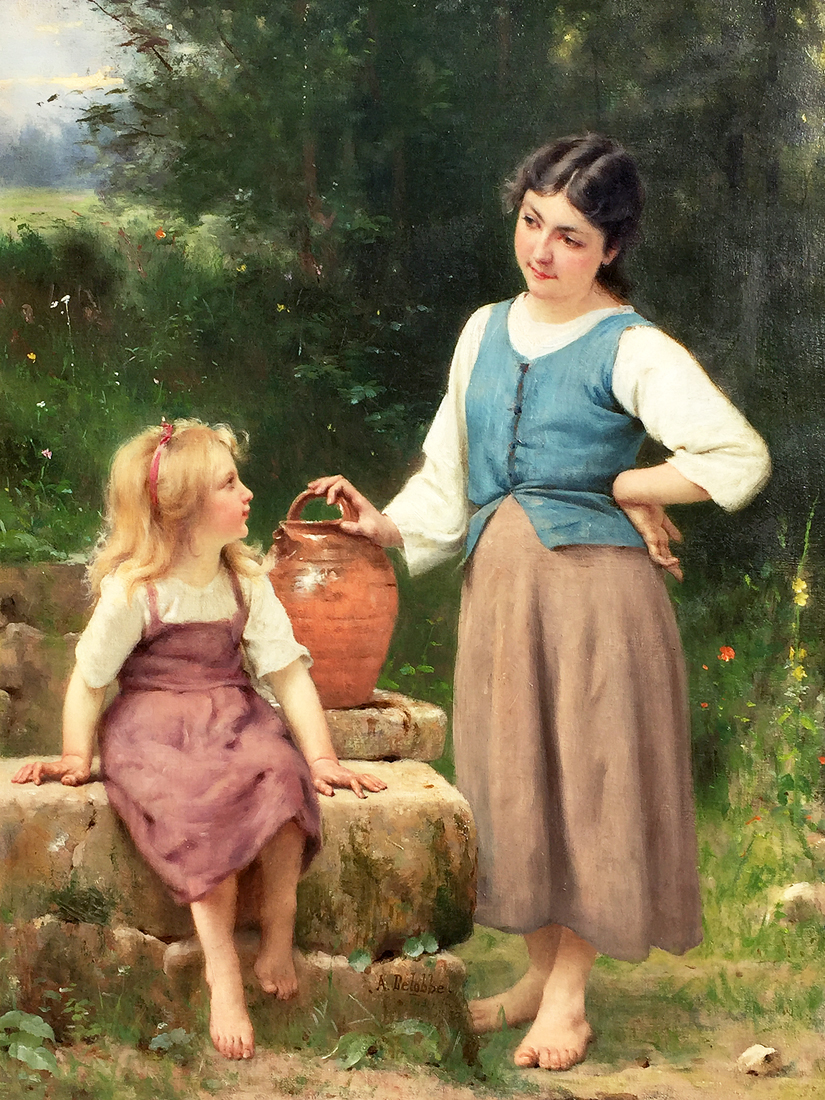
Die kleine Nachbarin

François-Alfred Delobbe (* 13. Oktober 1835 in Paris; † 10. Februar 1920 ebenda) war ein französischer Genre- und Porträtmaler.
Delobbe studierte an der École des Beaux-Arts in Paris bei William Adolphe Bouguereau und im Atelier von Thomas Couture. Danach besuchte er die Zeichenkurse an der École impériale de dessin. 
Delobbe debütierte 1861 im Salon de Paris mit einem Porträt seiner Mutter, das die Aufmerksamkeit auf sich zog. 
Er erhielt viele Auszeichnungen und Preise, darunter eine Medaille im Jahr 1874 für sein Gemälde „Musique Champêtre“ und im Jahr 1875 für „Pyrame et Thisbée“.
Von 1875 bis zu seinem Tod besuchte er regelmäßig Concarneau, wo er bei seinem Freund, dem Maler Alfred Guillou wohnte. Er malte auch ein Porträt von Mélanie Guillou, der Schwester seines Gastgebers. 
Seine Bilder erzählten meist vom Leben einfacher Einwohner der Bretagne. François-Alfred Delobbe malte im Frühling und Sommer im Freien, in der kalten Jahreszeit zog er sich in sein Pariser Atelier zurück.
Seine Gemälde erschienen auch in der „Gartenlaube“.